# Dơi mũi ống Kon Tum
Dơi mũi ống Kon Tum (danh pháp hai phần Murina kontumensis) là một loài dơi mũi ống trong họ dơi muỗi Vespertilionidae được các nhà khoa học Hiệp hội Xúc tiến Khoa học Nhật Bản, Viện Sinh thái và Tài nguyên sinh vật thuộc Viện Hàn lâm Khoa học và Công nghệ Việt Nam, Đại học Kyoto và Tokyo, Nhật Bản, Viện bảo tàng Lịch sử Tự nhiên Hungary phát hiện tại Khu Bảo tồn thiên nhiên Ngọc Linh, tỉnh Kon Tum, Việt Nam, công bố trên tạp chí Acta Chiropterologica 17 (2): 202-232 năm 2015, lên mạng internet ngày 4/1/2016.